# Gouvernement provisoire de la Région septentrionale
 (mai 2019).
Si vous disposez d'ouvrages ou d'articles de référence ou si vous connaissez des sites web de qualité traitant du thème abordé ici, merci de compléter l'article en donnant les références utiles à sa vérifiabilité et en les liant à la section « Notes et références ».
Le Gouvernement provisoire de la Région septentrionale (en russe Временное правительство Северной области) est le nom d’un gouvernement provisoire, installé à Arkhangelsk de 1918 à 1920.
Il contrôle l’oblast du Nord jusqu’au 18 février 1920 quand Arkhangelsk est reprise par les Bolcheviques.
Il est dirigé par Nikolaï Tchaïkovski.